# Schöneberg
Schöneberg er et område i den nuværende bydel Tempelhof-Schöneberg i Berlin. Frem til bydelsreformen i 2001 udgjorde Schöneberg en egen bydel med hertil hørende rådhus. Det var ved Rathaus Schöneberg at John F. Kennedy holdt sin senere berømte tale, hvori han proklamerede "Ich bin ein Berliner". 
Schöneberg er desuden kendt for det berømte varehus Kaufhaus des Westens samt Heinrich-von-Kleist-Park.